# Henri Delalle
Henri Delalle (Arracourt, 1 de diciembre de 1869 - Durban, 15 de febrero de 1949) fue un prelado católico francés, misionero oblato de María Inmaculada, vicario apostólico de Natal y obispo titular de Thugga.

## Biografía
Henri Delalle nació el 1 de diciembre de 1869 en Arracourt (Francia). Ingresó a la Congregación de los Misioneros Oblatos de María Inmaculada, donde fue ordenado sacerdote el 29 de julio de 1894. Fue enviado como misionero a Sudáfrica. Destinado a Natal en 1896, se desempeñó como profesor de latín y francés en el Saint Charles College de Pietermaritzburg.
El papa Pío X nombró a Delalle como vicario apostólico del Vicariato de Natal el 19 de diciembre de 1903, al tiempo que lo nombraba obispo titular de la diócesis de Thugga. Fue consagrado el 2 de junio de 1904, de manos del arzobispo Charles-François Turinaz de la diócesis de Nancy. Al cumplir los 75 años, pidió la renuncia de su cargo, la cual fue aceptada el 4 de abril de 1946, pasando a tener el título de vicario apostólico emérito. Murió el 15 de febrero de 1949.